# Florida State Road 2
Die Florida State Road 2 (kurz FL 2) ist eine in West-Ost-Richtung verlaufende State Route im US-Bundesstaat Florida.
Sie besteht aus drei Abschnitten und wird dabei zweimal von der Grenze zu Georgia unterbrochen.

## Streckenverlauf
Die State Road beginnt auf ihrem ersten, 98 Kilometer langen Abschnitt 5 Kilometer östlich von Laurel Hill im Okaloosa County, führt nach Osten ins Walton County und kreuzt hier den U.S. Highway 331 sowie die State Road 83. Im benachbarten Holmes County kreuzt die Straße die State Road 81 und führt anschließend über den Choctawhatchee River, bevor die State Road 79 gekreuzt wird und die Straße nach Graceville ins benachbarte Jackson County führt. Hier wird die State Road 77 gequert, bevor die Straße weiter nach Campbellton führt, wo sie den U.S. 231/State Road 75 kreuzt. Schließlich kreuzt die in Malone die State Road 71, bevor sie den Chattahoochee River erreicht, der an dieser Stelle die Grenze zwischen Florida und Georgia darstellt.
Auf dem zweiten, 21 Kilometer langen Abschnitt führt die Straße durch eine entlegene Gegend in den Countys Columbia und Baker, ohne sich einer Ortschaft zu nähern. Nach einer erneuten Unterbrechung endet sie schließlich rund zwei Kilometer hinter der Grenze bzw. drei Kilometer östlich der Stadt St. George.